# Matthew Perry
Matthew Langford Perry (19. srpna 1969 Williamstown – 28. října 2023 Los Angeles) byl americko-kanadský herec, komik a televizní producent, pětkrát nominovaný na cenu Emmy. Jeho nejznámější role je Chandler Bing v seriálu Přátelé (1994–2004).

## Dětství a mládí
Matthew Perry se narodil ve Williamstownu v Massachusetts americkému herci a modelovi Johnu Bennetovi Perrymu a kanadské novinářce Suzanne Marie Langfordové. Perryho rodiče se ještě před jeho prvními narozeninami rozvedli a jeho matka se s ním přestěhovala do svého rodného města Ottawy (Kanada), kde se později znovu provdala za novináře Keitha Morrisona a vzala si jeho příjmení. Byl držitelem kanadského i amerického občanství.
V osmdesátých letech byla jeho matka tiskovou mluvčí kanadského premiéra Pierra Trudeaua. Matthew navštěvoval základní školu Rockcliffe Park Public School, kam chodil spolu s Trudeauovým synem, budoucím kanadským premiérem Justinem Trudeauem.
Matthew v Kanadě studoval na West Carleton Secondary School, Lisgar Collegiate Institute a Ashbury College. V dětství objevil svoji vášeň k tenisu a ve třinácti letech se umístil na druhém místě mezi juniorskými hráči Kanady. Na střední škole si však Matthew velmi oblíbil herectví. Svůj první potlesk si vysloužil za roli ve školní hře The Life and Death of Sneaky Fitch.
V patnácti letech se přestěhoval do Los Angeles (USA), aby strávil nějaký čas se svým otcem. Zde studoval na Buckley School. Poté, co prohrál svůj první velký tenisový zápas v USA, rozhodl se místo profesionálního tenisty stát hercem. Svého otce však ujišťoval, že pokud do roka nesežene práci, půjde na vysokou školu. V době, kdy si přivydělával v losangeleských restauracích, jej objevil režisér William Richert a nabídl mu, aby se zúčastnil konkurzu do jeho filmu Jimmy Reardon (1988). Perry tuto roli získal a byla to jeho první významná profesionální herecká zkušenost.

## Herecká kariéra
Začínal v seriálu Second Chance (1987–1988), kde hrál Chazze Russella. V devadesátých letech byl pozván Martou Kauffman a Davidem Cranem na natáčení seriálu Přátelé (1994–2004). Tak se dostal ke své nejznámější roli Chandlera Binga. Jeho postava byla, stejně jako Matthew, známá svým pohotovým a sarkastickým ostrovtipem, takže některé hlášky, které vznikly díky improvizaci s ostatními herci na place, byly tak dobré, že se je tvůrci rozhodli v seriálu ponechat. Matthew se po prvních několika sériích stal zastáncem toho, aby všech šest představitelů hlavních postav dostávalo stejně vysoké platy, což nakonec studio odsouhlasilo.
V roce 1999 hrál hlavní roli v romantické komedii Tři do tanga (1999) a o pár let později podobnou roli v komedii Sloužit Sáře (2002). Ve filmu Můj soused zabiják (2000) hrál spolu s Brucem Willisem a jeho úspěch vyústil v pokračování Můj soused zabiják 2 (2004). Hrál Matta Albieho v seriálu Studio 60 (2006–2007). V romantické tragikomedii Zmatená duše (2007) si zahrál hlavního hrdinu, trpícího depersonalizací. S Thomasem Lennonem tvořil duo v komediálním seriálu Správná dvojka (2015–2017). V roce 2021 se s ostatními herci ze seriálu Přátelé zúčastnil dokumentárního speciálu Přátelé: Zase spolu, který exkluzivně uvedla televizní stanice HBO.

## Osobní život a další aktivity
Kvůli nešťastné nehodě při zavírání dveří mu od dětství chyběl část prostředníčku na pravé ruce.
Matthew chodil s Juliou Roberts (1995-1996), Yasmine Bleeth (1996), Neve Campbell (1999), Maeve Quinlan (2002-2003), Heather Graham (2003), Rachel Dunn (2003-2005) a Lizzy Caplan (2006-2012).
Matthew se stal ohromným fanouškem hry Fallout 3 (2008). V roce 2009 v pořadu The Ellen DeGeneres Show (2003-) daroval Ellen DeGeneres jednu kopii této hry se slovy, že „ji tak miluje, až musel dostat injekci do ruky, protože ji hrál moc často“. To inspirovalo herní studio Bethesda k tomu, aby do dalšího dílu série, Fallout: New Vegas (2010), obsadilo Matthewa jako dabéra jedné z postav.
Své politické názory popsal vlevo od středu.
V roce 2014 údajně jeho jmění činilo 70 milionů dolarů (cca 1,4 miliardy Kč), což odpovídá faktu, že v poslední sezóně seriálu Přátelé dostával každý z hlavních představitelů 1 milion dolarů (cca 25 milionů Kč) za epizodu.
V listopadu 2022 vyšly jeho memoáry s názvem Friends, Lovers, and the Big Terrible Thing. V témže roce vyšla kniha v českém překladu pod názvem Přátelé, lásky a ten ohromný průšvih.

## Smrt
Dne 28. října 2023 byl nalezen svojí asistentkou ve vířivce ve svém domě v Los Angeles, kde se utopil.
Perrymu vzdali hold herečtí kolegové: Salma Hayeková, Elizabeth Hurleyová, Selma Blairová, Gwyneth Paltrow, Kate Hudson, Mira Sorvino, Kathleen Turner, Hank Azaria, John Stamos, Viola Davis, Maggie Wheeler (představitelka Janice z Přátel), Lauren Graham, Julia Roberts a kanadský premiér Justin Trudeau, který byl spolužákem Perryho.
Dne 30. října 2023 hlavní představitelé seriálu Přátelé vydali společné prohlášení: "Všichni jsme tak naprosto zdrceni ztrátou Matthewa. Byli jsme víc než jen kolegové v seriálu. Jsme rodina. Je toho tolik co říci, ale právě teď si uděláme chvilku truchlení a zpracujeme tuto nedozírnou ztrátu. Časem řekneme více, jak a kdy budeme moci. Prozatím jsou naše myšlenky a naše láska s Mattyho rodinou, jeho přáteli a všemi, kdo ho na světě milovali."
Dne 3. listopadu 2023 se konal soukromý pohřeb ve Forest Lawn Memorial Park v Los Angeles. Zúčastnila se ho jeho rodina, blízcí a jeho přátelé Matt LeBlanc, Courteney Cox, Jennifer Aniston, David Schwimmer a Lisa Kudrow.
Dne 15. prosince 2023 soudní pitva odhalila, že Matthew Perry zemřel na následky užití ketaminu. Mezi další okolnosti, které přispěly k jeho smrti, patřily ischemická choroba srdeční a utonutí. Následně začalo vyšetřování, v rámci něhož se policie snažila odhalit, kdo Perrymu dávku ketaminu před smrtí poskytnul.

## Závislosti
Pít alkohol začal již ve čtrnácti letech, nejprve pivo a víno, později i tvrdý alkohol. Ten začal kombinovat s léky jako Vicodin, Xanax nebo OxyContin. Svou závislost na lécích proti bolesti poprvé přiznal v roce 1997. Léky prý začal brát kvůli bolestem, které měl po nehodě na vodním skútru, a také kvůli bolestem, které mu způsobovaly zuby moudrosti. Úspěšně tehdy podstoupil 28denní léčebný program v Hazelden Foundation. Tehdy o své závislosti řekl: „Byla to ta nejděsivější věc, která se mi kdy stala. Když si projdete něčím tak těžkým, získáte úplně nový respekt k sobě samému a k životu.“
Bolesti, které měl během natáčení třetí až šesté série Přátel však začal opět zahánět nejen léky, ale i tvrdým alkoholem. Matthew sice tvrdil, že „nikdy nebyl při natáčení pod vlivem“, zároveň však dodával, že během něj „často míval bolestivou kocovinu“. Během natáčení sedmé série Přátel byl na place jako psychická podpora přítomen i jeho osobní trenér střízlivosti (sobriety coach). Jeho vzhled se kvůli závislosti na alkoholu razantně změnil. Váha mu klesla na 145 liber, cca 66 kg.
V roce 2000 byl hospitalizován kvůli zánětu slinivky břišní, onemocnění, které může být způsobeno mimo jiné i zneužíváním alkoholu nebo léky na předpis. Během léčby podstoupil i novou odvykací kůru a zhubnul 20 liber, cca 9 kg. V den, kdy opustil nemocnici, se při jízdě automobilem vyhnul protijedoucímu vozidlu a narazil do verandy 200 metrů od svého bývalého domu v Hollywood Hills. Ačkoli jeho Porsche bylo zdemolováno, nebyl zraněn a policie nezjistila žádné známky po drogách nebo alkoholu.
Během natáčení filmu Sloužit Sáře (březen 2001) byl opět hospitalizován kvůli silným bolestem břicha. Během léčby byl nucen podstoupit další odvykací kůru, zahrnující kromě vicodinu a alkoholu i metadon a amfetaminy, které rovněž konzumoval. Produkce filmu tak kvůli němu musela být na tři měsíce zastavena. Toho si všiml bulvár a ještě více k Matthewovi obrátil svoji pozornost. To vedlo k tomu, že Matthew v soukromí začal trpět i depresemi.
Své zkušenosti se rozhodl využít k tomu, aby pomáhal lidem, kteří rovněž bojovali se závislostmi. Stal se zastáncem léčby pachatelů nenásilných drogových trestných činů, kteří po svém odsouzení končili místo v léčebně ve vězení. V roce 2011 se jako hvězdný mluvčí Národní asociace profesionálních drogových soudů (NADCP) zúčastnil jednání Kapitolu, kam přišel lobbovat u členů kongresu za finanční podporu 86 milionů dolarů na speciální soudní programy pro drogově závislé.
Matthew se údajně se svými zavilostmi a depresemi vypořádal a v roce 2013 byl, za přítomnosti specialisty na závislosti Earla Hightowera, v Bílém domě oceněn cenou Champion of Recovery od Úřadu pro národní protidrogovou politiku Obamovy administrativy. Earl Hightower poté Matthewovi pomohl přebudovat jeho bývalé sídlo v Malibu na centrum pro léčení závislostí, které nazvali Perry House. V roce 2015 centrum uzavřel a dům prodal.
V srpnu 2018 absolvoval chirurgický zásah do břišní dutiny, když mu byla operována prasklina střeva. Ta vznikla z důvodu nadužívání opioidů. Dva měsíce byl v kómatu, pět měsíců v nemocnici a dalších devět měsíců musel používat stomické sáčky.
Ve svých memoárech, vydaných v roce 2022, uvedl, že snaha zbavit se závislostí ho stála asi 7 milionů dolarů. Absolvoval asi 6 tisíc setkání Anonymních alkoholiků, 15 odvykacích kůr a po dobu 30 let chodil na terapii dvakrát týdně.

## Získaná ocenění
- 1996 – Screen Actors Guild Awards v kategorii Vynikající herecký výkon v komediálním seriálu za roli Chandlera Binga v televizním seriálu Přátelé
- 1997 – Online Film & Television Association v kategorii Nejlepší herecký ansámbl v komediálním seriálu (cenu získal spolu se svými pěti hereckými kolegy) za roli Chandlera Binga v televizním seriálu Přátelé
- 2000 – TV Guide Awards v kategorii Cena redakce za roli Chandlera Binga v televizním seriálu Přátelé
- 2007 – Gold Derby Awards v kategorii Hlavní herec v televizním filmu/minisérii za roli Rona Clarka v televizním filmu The Ron Clark Story
- 2012 – Gold Derby Awards v kategorii Hostující herec v dramatu za roli Mikea Kresteva v televizním seriálu Dobrá manželka
- 2013 – Huading Awards v kategorii Nejlepší světový herec v televizním seriálu za roli Ryana Kinga v televizním seriálu Go On